# Böögg

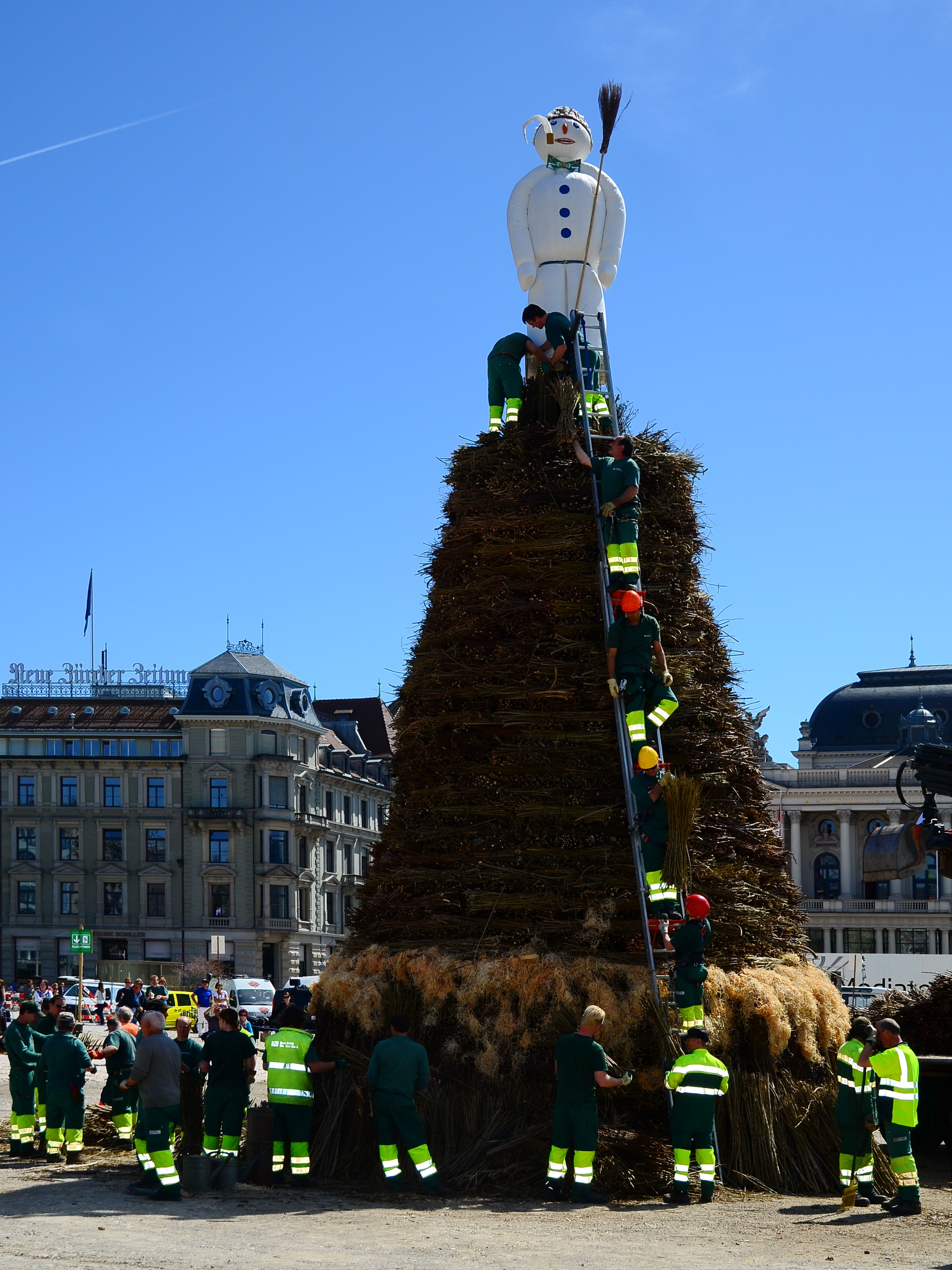
Böögg, Vorbereitungen durch Grün Stadt Zürich

Der Böögg [bø:k] ist eine im Deutschschweizer Brauchtum verbreitet bekannte vermummte Person, die sich an der Fasnacht und ähnlichen Anlässen bettelnd, die Jugend erschreckend und allerlei andern Unfug verübend auf den Strassen herumtreibt. Darüber hinaus ist Böögg der Name einer Puppe, die – gewöhnlich auf Fasnachtsfeuern – verbrannt wird.
Böögg genannte Figuren, die verbrannt werden, gibt es am Sechseläuten in Zürich sowie meist als Fasnachtsabschluss unter anderem in Winterthur, Grüningen (Bööggjogg, Böögghans), Biel, Grenchen, Solothurn, Laufenburg und Amsteg. Eine ähnliche Fasnachtsfigur ist der Füdlibürger, der in der Stadt Baden anfangs der Fasnacht angezündet wird. In Poschiavo und im Misox wird am Chalandamarz ein Schneemann namens popòcc da marz verbrannt.
Mit der Bezeichnung Glöggliböögg kann ein Glückspilz gemeint sein; der Begriff wird aber auch abwertend in Sinne eines Schimpfworts benutzt.
Der Ursprung des Wortes Böögg ist ungewiss. Das gleiche Wort bedeutet im alemannischen auch ausgetrocknetes Nasensekret (Popel). Eine ähnliche Dualität besteht auch im Englischen: Bogey «Popel» und Bogey(man) «Monster».